# Hérémence
Hérémence (antiguamente en alemán Ermentz) es una comuna suiza del cantón del Valais, localizada en el distrito de Hérens. Limita al norte con la comuna de Vex, al este con Saint-Martin y Evolène, al sur con Bagnes, y al occidente con Nendaz.
La comuna es conocida porque en su territorio se encuentra la represa de la Grande-Dixence.

## Historia
Hérémence fue durante largo tiempo una posesión saboyana, en 1260 fue transferida a las posesiones del obispo de Sion. Descontento con el acuerdo, el obispo lo anula en 1268 y el Val de Hérémence (valle de Hérémence) siguió bajo dominación saboyana hasta 1476, mientras que el Val de Hérens (valle de Hérens) siguió a manos del obispo. 
Territorio subordinado hasta 1798, se convierte en la capital del nuevo décimo de Hérémence que cubría todo el val de Hérens. En 1810, tras la formación del departamento del Simplon, el nuevo décimo se convirtió en cantón de Hérémence y finalmente, en 1815, Hérémence fue anexada al décimo de Hérens, cuya capital fue a partir de entonces Vex.
La estrella de la bandera de Hérémence fue agregada tras la creación del décimo de Hérémence en 1798 y conmemora este momento. 